# Fjandø
Fjandø er en 0,4 km² lille ubeboet ø i den sydvestlige del af Nissum Fjord i Vestjylland. Øen ligger i forlængelse af halvøen Nørre Fjand og strækker sig ca. to kilometer ud i fjorden. Fordi den er dannet af strandvolde, ligner den ikke de lave græsøer, som man sædvanligvis ser i lukkede fjordområder, og der findes fugtige lavninger mellem de klitlignende strandvolde og tørre engbræmmer af varierende bredde uden for dem.
Øen er et af de vigtigste reservater for kolonirugende kystfugle i Danmark, og dens karakteristiske hedeagtige vegetation bestående af blandt andet lyng, revling, blåtop og mosebølle holdes nede af græssende får om sommeren, så der er ideelle betingelser for ynglende og rastende fugle. Dens værdi som yngleplads er afhængig af en løbende bekæmpelse af ræv på øen, og fra 1. april til 31. august er der totalt forbud mod færdsel på øen og 100 meter uden om den. Dansk Ornitologisk Forening har observeret 174 fuglearter på øen, der er en del af Natura 2000-område nr. 65 Nissum Fjord, der både er habitat-, fuglebeskyttelses- og ramsarområde.
Særligt på øens nordlige og østlige dele ligger der flere små vandhuller med blandt andet vegetation af tranebær, mosebunke, almindelig vandranunkel og kogleaks. Højeste punkt er fire meter over havets overflade.